# Melle (Itália)
Melle é uma comuna italiana da região do Piemonte, província de Cuneo, com cerca de 364 habitantes. Estende-se por uma área de 28 km², tendo uma densidade populacional de 13 hab/km². Faz fronteira com Brossasco, Cartignano, Frassino, Roccabruna, San Damiano Macra, Valmala.

## Demografia
| Variação demográfica do município entre 1861 e 2011                               |
|                                                                                   |
| Fonte: Istituto Nazionale di Statistica (ISTAT) - Elaboração gráfica da Wikipedia |